# Danh sách vũ công Ý
 Đây là danh sách các vũ công Ý theo thứ tự bảng chữ cái Latinh:
Đây là một danh sách chưa hoàn tất, và có thể sẽ không bao giờ thỏa mãn yêu cầu hoàn tất. Bạn có thể đóng góp bằng cách mở rộng nó bằng các thông tin đáng tin cậy.

## A
- Eleonora Abbagnato
- Amedeo Amodio
- Gasparo Angiolini
- Alba Arnova
- Alexis Arts
- Simona Atzori
- Silvia Azzoni

## B
- Alice Bellagamba
- Alessandra Belloni
- Carlo Blasis
- Roberto Bolle
- Francesca Braggiotti
- Gloria Braggiotti Etting
- Rossella Brescia
- Carlotta Brianza
- Amalia Brugnoli

## C
- Sara Carlson (người Hoa Kỳ/người Ý)
- Fabritio Caroso
- Raffaella Carrà
- Gaetano Casanova
- Enrico Cecchetti
- Fanny Cerrito
- Cosima Coppola
- Maria Cumani Quasimodo

## D
- Stefano Di Filippo
- Simone Di Pasquale
- Sara Di Vaira
- Domenico da Piacenza
- Oriella Dorella
- Viviana Durante

## F
- Denise Faro
- Alessandra Ferri
- Carla Fracci

## G
- Rosina Galli (dancer) (1892-1940) nữ diễn viên ba lê chính tại Nhà hát Ba-lê La Scala, Ba-lê Chicago, bà cũng là vũ công trình diễn đầu tiên của Nhà hát Opera Metropolitan
- Carlotta Grisi
- Fabio Grossi

## K
- Kledi Kadiu

## L
- Guido Lauri
- Pierina Legnani
- Don Lurio

## M
- Daniela Malusardi
- Marisa Maresca
- Lorenza Mario
- Alessandra Martines
- Liliana Merlo

## N
- Cesare Negri

## P
- Lola Pagnani
- Heather Parisi
- Giuliana Penzi
- Laura Peperara
- Samuel Peron
- Giovanni Pernice

## R
- Renato Rascel
- Federica Ridolfi
- Carolina Rosati
- Giorgio Rossi
- Jia Ruskaja
- Carmen Russo

## S
- Luciana Savignano
- Delia Scala
- Catherine Spaak

## T
- Filippo Taglioni
- Maria Taglioni
- Alberto Testa
- Natalia Titova
- Raimondo Todaro

## V
- Odette Valery
- Ambra Vallo
- Auguste Vestris
- Gaetano Vestris
- Salvatore Viganò

## Z
- Virginia Zucchi